# Amsterdam Dance Mission
Amsterdam Dance Mission – coroczna impreza muzyczna organizowana od roku 2001 dla fanów muzyki z gatunku house oraz trance, stanowiąca jedno z najstarszych w Polsce tego typu wydarzeń. Organizatorem imprezy jest Klub Ekwador w Manieczkach.
W latach 2001–05, 2008 oraz 2016-17 wydarzenie rozpoczynała wstępna część plenerowa polegająca na przejeździe przez Poznań specjalnych platform (ciężarówek lub piętrowych autobusów na których grali DJ-e) i otwartej imprezie na parkingu przed centrum handlowym M1 lub na poznańskiej Malcie. Później uczestnicy zabawy kierowali się na jej główną, nocną cześć w klubie Ekwador w Manieczkach. ADM odbywa się corocznie na przełomie maja i czerwca, niemal nieprzerwanie od 2001 roku -  wydarzenie nie odbyło się tylko w 2015 roku z powodu zamknięcia klubu (trwało ono od października 2014 do października 2015, po czym działalność Ekwadoru została wznowiona) oraz w latach 2020-21 z powodu ograniczeń związanych z pandemią COVID-19.

## Edycje Amsterdam Dance Mission
| Data       | Główni artyści | Miejsce części plenerowej | Uwagi                                                                     |
| ---------- | --- | --- | ------------------------------------------------------------------------- |
| 26.05.2001 | Timothy, Rachela, Exit, Kris                                                                                                 | Trasa platformy: ul. Grunwaldzka - ul. Głogowska - ul. Hetmańska - ul. Żegrze - ul. Chartowo - ul. Dymka - ul. Szwajcarska - parking przed centrum handlowym M1 |                                                                           |
| 01.06.2002 | Da Milio, Simon, Matush, Jezeek, Rachela, Kris                                                                               | Trasa platformy: Arena - ul. Reymonta - ul. Hetmańska - ul. Żegrze - ul. Chartowo - ul. Dymka - ul. Szwajcarska - parking przed centrum handlowym M1 |                                                                           |
| 31.05.2003 | Club Caviar, Da Milio, Igor, Kris                                                                                            | Parking przed centrum handlowym M1 |                                                                           |
| 29.05.2004 | Carlo Resort, 4 Strings, Marc van Linden, Peran van Dijk, Steve Castro, Tiddey, Matys, Kris                                  | Poznańska Malta |                                                                           |
| 28.05.2005 | Cor Fijneman, Rank 1, Svenson, Ronald van Gelderen                                                                           | Poznańska Malta |                                                                           |
| 20.05.2006 | Alex M.O.R.P.H., CJ Stone, Phyn, Perry O'Neil, Pascal Feliz, Mojado feat. Mr.Sam                                             | - |                                                                           |
| 26.05.2007 | 4 Strings, Menno de Jong, John Marks, Signum, Erik Kross                                                                     | - |                                                                           |
| 24.05.2008 | Ronski Speed, Martin Roth, Paul Vinitsky                                                                                     | Parking przed centrum handlowym M1 |                                                                           |
| 23.05.2009 | Ronald van Gelderen, 4 Strings, Rene                                                                                         | - |                                                                           |
| 22.05.2010 | Rank 1, First State, John van Dongen, Mac & Taylor, Setrise, Chris Bee                                                       | - |                                                                           |
| 28.05.2011 | Angelli & Nelson, Ernesto vs Bastian, Ron van den Beuken, Mac & Taylor, Setrise                                              | - |                                                                           |
| 26.05.2012 | Marco V, Chris Bee, Quiz, Insane                                                                                             | - |                                                                           |
| 18.05.2013 | Johan Gielen, Rachella, Gregory, Drum, Radi S, Radeck, Insane                                                                | - | Impreza wspominkowa "Back to the old night: Amsterdam memories"           |
| 24.05.2014 | Hazel, Maniana, Drum, Insane                                                                                                 | - |                                                                           |
| -          | - | - | Impreza nie odbyła się z powodu zamknięcia klubu Ekwador                  |
| 28.05.2016 | Alex M.O.R.P.H, Menno de Jong, 4 Strings, Potatoheadz, CJ Stone, Sasha Dubrovsky, Drum, Insane, Hazel, Kosti, Arti W, Armani | Trasa platformy: Stacja BP ul. Bukowska 285 - ul. Bukowska - ul. Zeylanda - ul. Zwierzyniecka - ul. Święty Marcin - al. Marcinkowskiego - ul. Solna - ul. Wolnica - ul. Małe Garbary - ul. Estkowskiego - ul. Wyszyńskiego - ul. Warszawska - ul. Krańcowa - ul. Wiankowa - Poznańska Malta |                                                                           |
| 27.05.2017 | Ram, Joop, Fred Baker, Ronski Speed, Drum, Insane, Arusha, Rafuss, Aquatic Simon, T-Storm, Karol, Deeno, Tymo White, Adams   | Trasa platformy: Stacja BP ul. Bukowska 285 - ul. Bukowska - ul. Zeylanda - ul. Zwierzyniecka - ul. Święty Marcin - al. Marcinkowskiego - ul. Solna - ul. Wolnica - ul. Małe Garbary - ul. Estkowskiego - ul. Wyszyńskiego - ul. Warszawska - ul. Krańcowa - ul. Wiankowa - Poznańska Malta |                                                                           |
| 2.06.2018  | Simon Patterson, Daniel Kandi, Clubbasse, Goro, Rafuss, Kosti, Alex van Reeve, Aquatic Simon, Adams, Drum, Insane            | - |                                                                           |
| 19.06.2019 | Gareth Emery, Emma Hewitt, Rafus, Driver, David Biller, Adams, Tymo White, T Storm, Aquatic Simon, Max Dave, Drum, Insane    | - |                                                                           |
| -          | - | - | Impreza nie odbyła się z powodu ograniczeń związanych z pandemią COVID-19 |
| -          | - | - | Impreza nie odbyła się z powodu ograniczeń związanych z pandemią COVID-19 |
| 21.05.2022 | Barthezz, Rank 1, DJ Jean & Maron, Matt Bukovski, Quiz, Rachela, Cyprex, Calvin Shock, Michel Thorn, Jendrul, Aveez          | - |                                                                           |
| 20.05.2023 | E-Craig, Peran van Dijk, Da Milio, Matt Bukovski, Quiz, Grande Piano, Alex van ReeVe, Peterski, Cyprex, Jendrul              | - |                                                                           |
| 18.05.2024 | Johan Gielen, Woody van Eyden, Quiz, Matt Bukovski, David Biller, Grande Piano                                               | - |                                                                           |
| 17.05.2025 | Ram, Richard Durand, Digital Culture, Marco V, Jochen Miller, Klubbheads, Matt Bukovski, Quiz, Grande Piano                  | - |                                                                           |